# Shannon Boxx
Shannon Leigh Boxx (nacida el 29 de junio de 1977 en Fontana, California) es una futbolista estadounidense. Juega como mediocampista y ha formado parte de su selección nacional, ganando la medalla de oro en los Juegos Olímpicos de 2004, los Juegos Olímpicos de 2008 y los Juegos Olímpicos de 2012.